# The Last Stand (àlbum de Sabaton)
The Last Stand (L'última batalla) és el vuitè àlbum d'estudi de la banda de power metal Sabaton.
A pesar que a través de les xarxes socials els diferents membres de la banda ja van deixar caure que estaven gravant un nou àlbum, va ser el 29 d'abril de 2016 quan es van donar els primers detalls de l'àlbum, entre ells la seva data de sortida a nivell global (19 d'agost de 2016). En l'actualitat es desconeix la sortida de senzills.
Sabaton, a través de la seva pàgina web oficial, va llançar el següent comunicat notificant l'existència d'un nou àlbum: "Ara mateix estem a l'estudi, al costat del nostre productor Peter Tägtgren, gravant un àlbum que marcarà un nou capítol en la història de Sabaton. Avui podem revelar els primers detalls de l'àlbum que serà llançat a nivell mundial el 19 d'agost [de 2016]. Hem decidit nomenar-lo <<The Last Stand>>."

## Llista de cançons
Encara es desconeixen els detalls de les noves cançons de l'àlbum.

## Membres participants
- Joakim Brodén – veu, teclat.
- Pär Sundström – baix, cors.
- Chris Rörland – guitarra, cors.
- Thobbe Englund – guitarra, cors.
- Hannes van Dahl – bateria.